# Gradišče pri Trebnjem
Gradišče pri Trebnjem – wieś w Słowenii, w gminie Trebnje. W 2018 roku liczyła 93 mieszkańców.